# 日本レースプロモーション
株式会社日本レースプロモーション（にほんレースプロモーション）は、日本国内でフォーミュラ・ニッポン→スーパーフォーミュラ、フォーミュラチャレンジ・ジャパン等のレース興行を主催する企業。略称はJRP。

## 概要
日本のトップフォーミュラであった全日本F3000選手権は、1990年代初頭のバブル景気崩壊以降 徐々に参加台数や観客動員数が減り続けた。それを新たなシリーズに転換し、プロスポーツとしての確立やビジネスとして構築するために日本レースプロモーション（JRP）が発足。JRPは、フジテレビを中心にチーム及びサーキットの関係者により組織され、設立以来 社長を派遣し「フォーミュラ・ニッポン事業本部」を置くフジテレビ主導でシリーズ運営を行ってきた。1987年以来F1全戦を放送してきたフジテレビを中心に新たなプロモーションが展開され、当初は参加台数や観客動員数が増加（参加台数：約18→26台、観客動員数：41,000→51,000人　それぞれ1995年と1996年の開幕戦での比較）したが、それも長続きはしなかった。
2004年7月31日に組織改革が発表され、NAKAJIMA RACING代表の中嶋悟が会長に、ツインリンクもてぎ取締役（当時）の野口幸生が社長にそれぞれ就任した。以後フジテレビは運営から徐々に退き、替わりに本田技研工業が運営に関与した。しかし、2008年の平均観客動員数は27,000人にまで減少しており、観客数の長期低落傾向には依然歯止めがかけられなかった。
さらに、2008年後半の金融危機以降スポンサー減少の影響もあり、2009年は参加台数が13台まで減少した。合わせて、ホンダの関与も変化したが、その後、国内の自動車メーカー3社（ホンダ・トヨタ・日産）が間接的に出資し、JRPの活動を支援した。2010年4月には、ホンダF1（第2期）のV10エンジンやSUPER GT用のホンダ・NSXなどの開発を手がけた白井裕が社長に就任した。
同社では「世界に通用する若手ドライバー育成」の目的で、2006年からはトヨタ・日産・ホンダの3社の協力を得て新たなジュニア・フォーミュラとしてフォーミュラチャレンジ・ジャパン（FCJ）を立ちあげたが、同カテゴリーは2013年で運営を終了した。
2016年4月に白井が社長を退任して技術顧問に退き、フジテレビのプロデューサーである倉下明が社長に就任する人事が発表された。フジテレビの影響力を強めることでプロモーションの強化を図ることが目的。
2018年8月には、TCR規格のツーリングカーによるレース開催を目的とした関連会社として、童夢らと共同で「日本TCRマネジメント株式会社」を設立した。社長は倉下が兼任し、2019年よりスーパーフォーミュラのサポートレースの一つとして、「TCRジャパンシリーズ」の名称でスプリントレースを開催する。ただTCRジャパンシリーズは2024年を最後に開催を終了した。
2023年3月5日、鈴鹿サーキット内で記者会見を開き新役員人事を発表。現会長の中嶋悟に代わり、KONDO RACINGの近藤真彦監督が4月からJRP会長への就任が内定したことを明らかにした。
2025年5月、オートバックスセブンとの資本提携が発表された。